# Muhammad Hamza az-Zubaidi

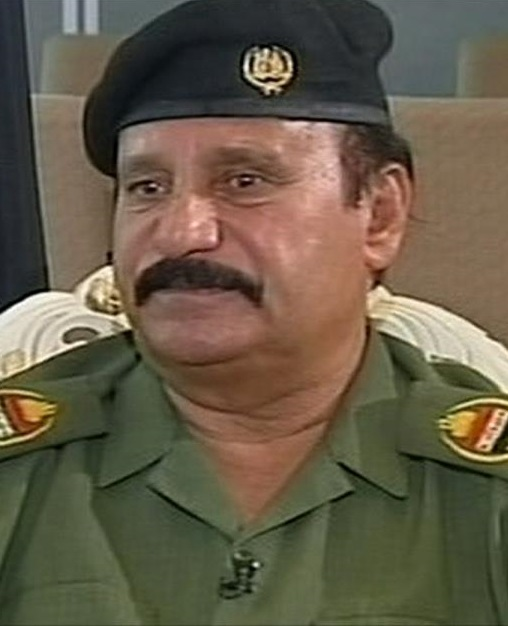
Muhammad Hamza az-Zubaidi

Muhammad Hamza az-Zubaidi (arabisch محمد حمزة الزبيدي, DMG Muḥammad Ḥamza az-Zubaydī) (* 1938; † 2. Dezember 2005) war Ministerpräsident des Irak unter dem Regime der Baath-Partei.

## Schiit
Muhammad Hamza az-Zubaidi war Schiit. Anderen Angaben zufolge stammte er aus dem sunnitischen Zweig des Zubaidi-Clans, war aber 1981 offenbar zeitgleich mit Präsident Saddam Hussein zur Schia übergetreten. Dieser Schritt geschah offenbar nicht aus Überzeugung, sondern diente der Beschwichtigung der irakischen Schiiten während des Ersten Golfkrieges gegen den schiitischen Iran. Auch der Zubaidi-Clan blieb überwiegend sunnitisch, Teile jedoch waren schon seit Jahrhunderten schiitisch.

## Premierminister
Seit 1982 Mitglied im Regionalkommando der irakischen Baath-Partei und Minister ohne Geschäftsbereich wurde az-Zubaidi 1987 zunächst Minister für Verkehr und Kommunikation, 1991 dann Vizepremier.
Nach der irakischen Niederlage im Zweiten Golfkrieg war ein Aufstand der irakischen Schiiten ausgebrochen. Präsident Saddam Hussein sah sich gezwungen, einen schiitischen Regierungschef einzusetzen, um dem Aufstand den Wind aus den Segeln zu nehmen. Dafür wurde die Verfassung geändert und im März 1991 das Amt des 1968 abgeschafften Premierministers neugeschaffen. Der neue Regierungschef Saadun Hammadi wurde jedoch nach Niederschlagung der Nachkriegsaufstände schon am 13. September 1991 durch den weniger profilierten Mohammed az-Zubaidi ersetzt. Zubaidi rückte auch in den Revolutionären Kommandorat (RKR), in den innersten Zirkel der Macht, auf.
Obwohl Zubaidi gerade im Vergleich mit Hammadi als profilloser Gefolgsmann Husseins galt, bewies er doch zumindest mit der Ernennung Ahmad Hussein Chudairs zum Außenminister (anstelle des langjährigen Hussein-Vertrauten Tariq Aziz) eine gewisse eigenständige Entscheidungskompetenz, mit der er sich fast zwei Jahre auf dem Premiersposten halten konnte. Da ein Teil seines Clans in Syrien lebt, bemühte sich Zubaidi, letztlich vergeblich, um die Verbesserung der Beziehungen zur syrischen Baath-Partei.
Überraschend wurde am 5. September 1993 auch Zubaidi durch Chudair ersetzt. Der Regierungsumbildung soll Ende Juli 1993 ein Putschversuch vorausgegangen sein. Zubaidi wurde vorgeworfen, bei der Verhinderung des Putschversuchs versagt zu haben. Schließlich änderte Saddam Hussein am 29. Mai 1994 die Verfassung erneut und übernahm wieder selbst die Funktion des Regierungschefs. Das Amt des Premiers wurde abgeschafft, Mohammed Hamza az-Zubaidi war jedoch seit 1993 weiterhin Vizepremier und RKR-Mitglied geblieben.

## Militärkommandeur
Im Dezember 1998 betraute ihn Saddam Hussein sogar mit dem Kommando über den zentralen der vier irakischen Wehrbezirke, einschließlich Bagdad und ihrer schiitischen Vororte. Mohammed Hamzas Halbbruder, General Ahmad az-Zubaidi wurde stellvertretender Militärgouverneur der Hauptstadt. 1999 überlebte Mohammed Hamza az-Zubaidi ein Attentat schiitischer Rebellen, 2000 wurde er aber vom Kommando des zentralen Wehrbezirks abgelöst und 2001 sowohl aus dem Kommandorat als auch aus dem Regionalkommando entfernt.
Teile des Zubaidi-Clans lebten schon vor dem Dritten Golfkrieg in Syrien; seine syrische Nichte studierte 1993 bis 1994 in Berlin.

## Kriegsgefangenschaft
Im April 2003 fiel Zubaidi in die Hände der US-Alliierten. Kurz nach Beginn des Prozesses gegen ihn starb er am 2. Dezember 2005 unter ungeklärten Umständen in der Kriegsgefangenschaft. US-Militärärzte gaben an, der 67-Jährige sei an einer natürlichen Todesursache gestorben.